# موش بوته‌زار هندی
موش بوته‌زار هندی(نام علمی: Golunda ellioti) نام یک گونه از تیره موشان است.